# American Experience
American Experience ist eine Fernsehserie, die auf dem Public Broadcasting Service (PBS) in den Vereinigten Staaten ausgestrahlt wird.

## Handlung
American Experience kombiniert Nachstellungen mit Kommentaren von Historikern und Autoren, um einen Blick auf die Persönlichkeiten und Ereignisse zu werfen, die einen tiefgreifenden Einfluss auf die Gestaltung von Amerikas Vergangenheit und Gegenwart hatten.

## Veröffentlichung
Die Serie hatte ihre Premiere am 4. Oktober 1988 und trug ursprünglich den Titel The American Experience, aber "The" wurde bei einer späteren Umbenennung und Imageaktualisierung fallen gelassen. Seit 1995 ist die Serie auch im Internet präsent, und mehr als 100 American-Experience-Folgen werden von eigenen Internetseiten begleitet, die weitere Hintergrundinformationen zu den behandelten Themen sowie Lehrerhandbücher und pädagogisches Begleitmaterial enthalten. Die Serie wird hauptsächlich von WGBH-TV in Boston, Massachusetts, produziert. Im Jahr 2021 läuft die 33 Staffel, insgesamt haben alle Staffeln ca. 350 Episoden.